# Philippe Pierlot (violiste)
Ne doit pas être confondu avec Philippe Pierlot (flûtiste).
Pour les articles homonymes, voir Pierlot.
Philippe Pierlot, né à Liège en 1958, est un violiste et chef d'orchestre belge, spécialiste de la musique baroque.

## Biographie
Autodidacte dans le jeu de la guitare et du luth, il a fait ses études de viole auprès de Wieland Kuijken au Conservatoire royal de Bruxelles. Avec Bernard Foccroulle et le violoniste français François Fernandez, ils fondent en 1980 le Ricercar Consort et plus tard leur propre label sous le même nom. 
Il interprète notamment le Magnificat de Bach ou les Apothéoses de Couperin.
Pierlot est l'un des rares interprètes jouant du baryton, instrument préféré du prince Nicolas Esterházy, employeur de Joseph Haydn, qui composa environ 150 œuvres pour cet instrument.
Plus de 50 enregistrements d'œuvres baroques de compositeurs, en partie peu connus, ont fait le succès de Pierlot. Il est récompensé en 1998 d'un Diapason d'or pour la gravure de l'intégrale des Trios pour le coucher du roy de Marin Marais. En 2007, Il prend la direction du Collegium Vocale de Gand et du Ricercar Consort pour enregistrer à la Chapelle Royale du Château de Versailles la Messe des Morts à quatre voix H.10 de Marc-Antoine Charpentier. 
Après avoir enseigné au conservatoire de Maastricht et à la Hochschule für Musik à Trossingen, il est actuellement (2010) professeur de viole de gambe au conservatoire royal de La Haye ainsi qu'au Conservatoire royal de Bruxelles.
En 2012, Il participe à la bande son originale de la série européenne The Spiral.
En 2017, il se voit décerner l'octave "Musiques classiques" en compagnie de l'ensemble Ricercar Consort pour l’interprétation d’œuvres de Biber et d’autres compositeurs du siècle dans « Imitatio ».